# Uzumba-Maramba-Pfungwe
Der Uzumba-Maramba-Pfungwe (Zvataida) Distrikt, oft auch kurz als UMP bezeichnet, ist einer von 11 Distrikten in der Provinz Mashonaland East in Simbabwe. Er hat 124.226 Einwohner (2022). Er wurde 1982 gegründet, in dem er von dem Distrikt Murewa abgespaltet wurde. Sitz seiner Verwaltung ist die Kleinstadt Mutawatawa.

## Geografie
Der Distrikt liegt im Nordosten von Mashonaland East und hat eine Fläche von 2673 km². Er erstreckt sich über ungefähr 120 km in südwest-nordöstlicher Richtung. UMP umfasst im Wesentlichen das Land zwischen dem Fluss Mazowe und seinem Nebenfluss Nyadire. Der Distrikts ist in 17 Wards unterteilt.
Die Höhe des Distrikts liegt bei knapp 500 m über dem Meeresspiegel am Zusammenfluss der Flüsse Mazowe und Nyadire im Nordosten. Die älteren Granite und Gneise, die die Geologie im südlichen Drittel des Distrikts charakterisieren, bilden eine relativ flachen Topographie mit einer durchschnittlichen Höhe von etwa 900 bis 1000 m, unterbrochen von alleinstehenden Hügeln von bis zu 1300 m. Der Distrikt ist in den zentralen und nördlichen Abschnitten stärker zergliedert als im Süden.
Im Südosten grenzt er an die Distrikte Mudzi und Mutoko, im Süden an Murewa. In Nordwesten an die Distrikte Rushinga, Mount Darwin und Shamva in der Provinz Mashonaland Central.
Die durchschnittliche Tagestemperatur betragen maximal 28 °C und minimal 16 °C. Die durchschnittliche Niederschlagsmenge schwankt um 700 mm pro Jahr, wobei der Großteil zwischen Dezember und Januar fällt und eine schlechte Verteilung über die Jahreszeit hat.

## Wirtschaft
Der Distrikt ist landwirtschaftlich geprägt. Die Beschäftigungsquote ist mit 22 % sehr gering. 77,2 % der Erwerbstätigen arbeiten in der Landwirtschaft.
Im Jahr 2021 lebten die Menschen in 76,6 % der Haushalte unter der für Simbabwe in diesem Zeitraum festgelegten Armutsgrenze von 45.60 US$/Person und Monat. Er ist damit einer der zehn ärmsten im Land.

## Bevölkerung
Die Bevölkerung lebt rund um größere Orte und Mutawatawa. Ansonsten ist die Bevölkerungszahl entlang der Hauptstraßen und des Mazowe relativ hoch. Die Bevölkerungsdichte nimmt von Süden nach Norden ab, da das Gelände zerklüfteter und hügeliger wird und nur wenig Ackerland vorhanden ist. Nur 2,1 % der Bevölkerung leben in Städten und der Rest, 97,9 %, lebt auf dem Land. Der Distrikt hat mit 4,3 die höchste durchschnittliche Haushaltsgröße der Provinz.